# Isoetes setacea
Isoète grêle, Isoète sétacé
Espèce
Synonymes
- Calamaria setacea (Lam.) Kuntze, 1891[2]
- Isoetes delilei Rothm., 1944[2]
- Isoetes echinospora subsp. muricata (Durieu) Á.Löve & D.Löve[3]
- Isoetes muricata Durieu[3]

Statut de conservation UICN

LC : Préoccupation mineure
Isoetes setacea, de noms communs Isoète grêle, Isoète sétacé, est une espèce de plantes vivace de la famille des Isoetaceae et du genre Isoetes, originaire du Sud-Ouest de l'Europe et du Maroc.

## Description

### Appareil végétatif
L'Isoète grêle est une plante vivace, amphibie, à bulbe bilobé, gros, dépourvu de phyllopodes au sommet, à racines glabres ; les feuilles sont longues de 15–50 cm, nombreuses, d'un vert clair, dressées, flexueuses, linéaires-sétacées, brièvement et étroitement membraneuses inférieurement, à lacunes assez grandes, munies de stomates.

### Appareil reproducteur
Le voile est nul ou presque nul ; la ligule est allongée ; les macrospores sont rugueuses-farineuses, couvertes sur toutes les faces de tubercules très nombreux, très petites, tous égaux, non saillants ; les microspores sont à peine muriquées.

### Confusions possibles
Selon Catalogue of Life (5 décembre 2020), Isoetes setacea Lam. est un synonyme ambigu de Isoetes lacustris L. ; selon l'INPN (5 décembre 2020), Isoetes delilei Rothm., 1944 est synonyme de Isoetes setacea Lam., mais selon Plants of the World online (POWO) (5 décembre 2020), les trois sont chacune une espèce différente. Isoetes setacea a aussi été considéré commune variété de Isoetes echinospora.

## Habitat et écologie
C'est une espèce caractéristique des gazons méditerranéens aquatiques à Isoète, et une espèce indicatrice des mares temporaires méditerranéennes à Isoètes.

## Répartition
L'espèce est présente en France métropolitaine, sur la Péninsule ibérique et au Maroc,.

## Menaces et conservation
L'espèce est classée « espèce vulnérable » (VU) sur la Liste rouge de la flore vasculaire de France métropolitaine.